# روفينا غاشيفا
روفينا سيرجيفنا غاشيفا (بالروسية: Руфина Сергеевна Гашева؛ 14 أكتوبر 1921 - 1 مايو 2012) ملاّحة سوفيتية على طائرة پوليكاربوف پي أو-2 خلال الحرب العالمية الثانية، خَدَمَت مع الفوج النسائي للقاذفات الليلية رقم 588 وحَصَلَت على لقب بطل الاتحاد السوفيتي. بعد الحرب، واصلت الخدمة وكانت محاضرة في اللغات الأجنبية في أكاديمية مالينوفسكي للقوات المدرعة العسكرية قبل تقاعدها. وبعدها، عملت غاشيفا في مكتب الأدب العسكري الأجنبي في دار نشر فوينيزدات.

## حياتها المبكرة
وُلدّت غاشيفا في 14 أكتوبر 1921 في قرية فرخنيتشوسوفسكي غورودكي في بيرمسكي أوزيد وهي جزء من محافظة بيرم. وسرعان ما انتقلت إلى قرية فاسيلييفو وعاشت هناك حتى 1927. بين عامي 1927 و1928 عاشت في قرية كاسيموفو في منطقة بيرمسكي حالياً. عاشت غاشيفا في بيرم لمدة عامين، قبل أن تنتقل إلى موسكو في 1930. في 1939 تخرجت من المدرسة الثانوية وبحلول صيف 1941 أكملت عامين في كلية الميكانيكا والرياضيات بجامعة موسكو الحكومية.

## خلال الحرب العالمية الثانية

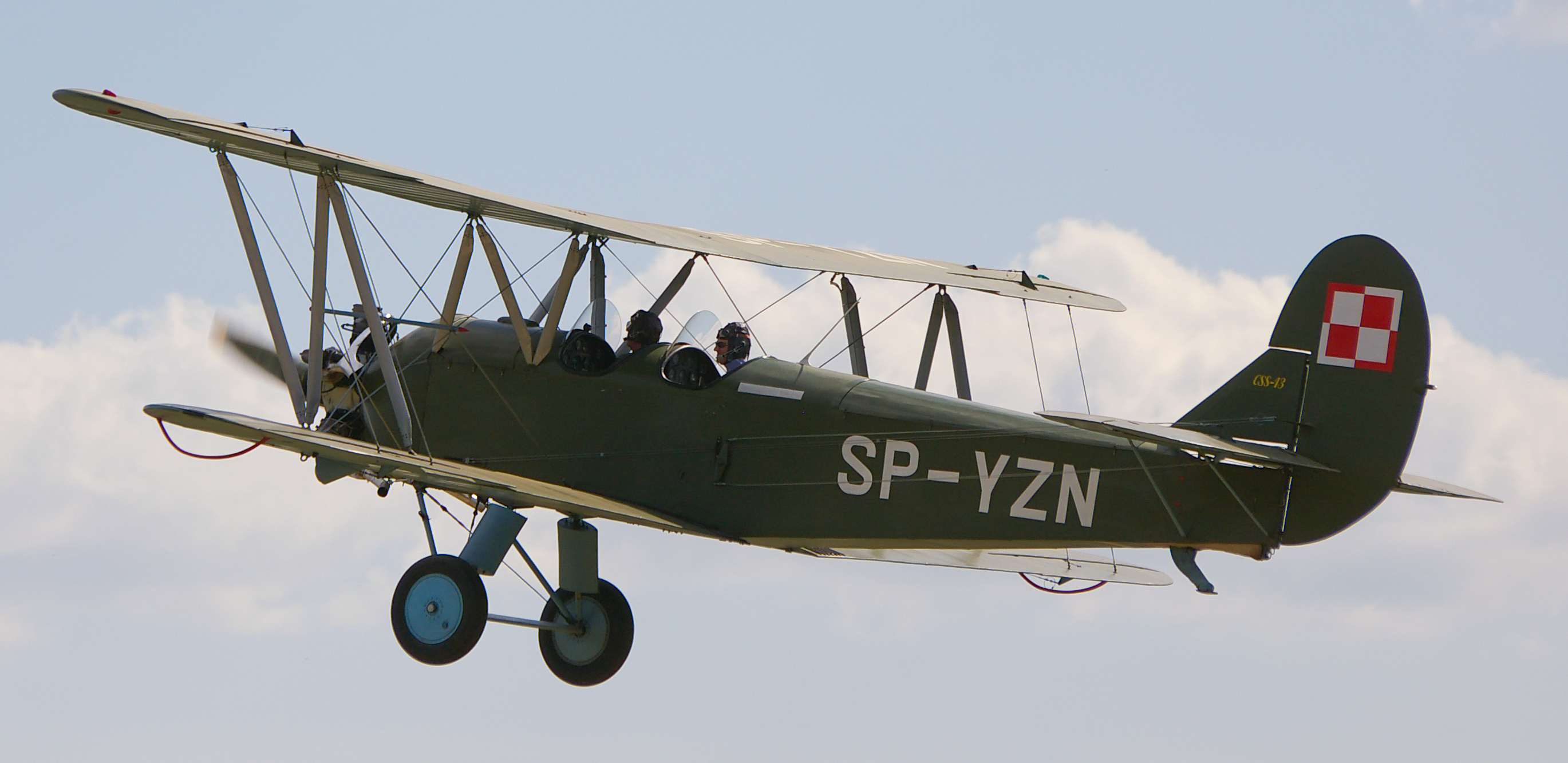
طائرة CSS-13 في عرض Góraszka الجوي عام 2009.

تطوعت غاشيفا للخدمة العسكرية في سبتمبر 1941. وتخرجت من دورة الملاحين في مدرسة إنجلز للطيران العسكري للطيارين في فبراير 1942. وتعيّنت في الفوج النسائي للقاذفات الليلية رقم 588 في سلاح الجو الأحمر، المُشكَل حينها في إنجلز. انخرطت غاشيفا في القتال منذ مايو 1942، حيث قاتلت في معركة القوقاز. في فبراير 1943، أصبح الفوج هو فوج الحرس الجوي للقاذفات السادس والأربعين. قاتلت غاشيفا في المعارك الجوية في كوبان وعملية كرج-إلتيغن وهجوم القرم وهجوم موغيليف وهجوم بيلوستوك وهجوم أوسوفتس وهجوم مالاوا إلبينغ وهجوم بوميرانيا الشرقية ومعركة برلين. أُسقطّت طائرة غاشيفا مرتين. في المرة الأولى، وصلت غاشيفا وقائدتها الطيّارة إلى الخطوط السوفيتية، لكن في المرة الثانية قفزتا بالمظلة فوق حقول الألغام وقُتلت الطيّارة أولغا سانفيروفا عندما داست على لغم مضاد للأفراد. خلال تلك الحادثة، هبطّت غاشيفا على حقل ألغام مضاد للدبابات على بعد عدة مئات من الأمتار جنوب سانفيروفا؛ وبعدما عادت إلى كتيبتها، بدأت في الطيران مع ناديجدا بوبوفا. بحلول نهاية الحرب، نفذت 848 مهمة قتالية بصفتها ملاّحة في قاذفة القنابل الخفيفة پي أو-2؛ بعد أن أكملت 823 طلعة جوية بحلول ديسمبر 1944، رُشحّت للحصول على لقب بطل الاتحاد السوفيتي والذي حصلت عليه في 23 فبراير 1945. أنهت غاشيفا الحرب بصفتها مُلازماً أول. وتزوجت من طيار قاذفة القنابل ميخائيل بلياتس في الجبهة.

## حياتها ما بعد الحرب
خدمت غاشيفا مع الفوج في المجموعة الشمالية للقوات حتى أكتوبر 1945. بعد الحرب، أنجبت غاشيفا وبلياتس ابناً، اسمه فلاديمير وابنةً اسمها مارينا. ترقى بلياتس إلى رتبة عقيد. وفي 1952، تخرجت غاشيفا من المعهد العسكري للغات الأجنبية وأصبحت مُحاضرة أولى في قسم اللغات الأجنبية التابع لأكاديمية مالينوفسكي للقوات المدرعة العسكرية. وعملت هناك حتى أغسطس 1957، ثم انتقلت إلى الاحتياطي في ديسمبر 1956 برتبة رائد. من 1961، عملت كمحررة أولى في مكتب فوينيزدات للأدب العسكري الأجنبي وبين عامي 1967 و1972 كانت محررة أولى في مكتب نشر الأدب العسكري باللغات الأجنبية في وزارة الدفاع في الاتحاد السوفيتي. عاشت في موسكو وترقت إلى رتبة عقيد في 2000 قبل وفاتها في 1 مايو 2012 ودُفنت في مقبرة فوسترياكوفسكي.

## الأوسمة والتكريم
- بطل الاتحاد السوفيتي (23 فبراير 1945)
- وسام لينين (23 فبراير 1945)
- وسامان للراية الحمراء (25 أكتوبر 1943 و14 ديسمبر 1944)
- وسامان للحرب الوطنية من الدرجة الأولى (26 أبريل 1944 و11 مارس 1985)
- وسامان للنجمة الحمراء (30 نوفمبر 1942 و 30 ديسمبر 1956)
- وسام جدارة المعركة
- ميداليات الحملة العسكرية ويوبيل الحرب[15]

### كتب
- Cottam، Kazimiera (1998). Women in War and Resistance: Selected Biographies of Soviet Women Soldiers. Newburyport, MA: Focus Publishing/R. Pullins Co. ISBN:1585101605. OCLC:228063546.
- Simonov، Andrey؛ Chudinova، Svetlana (2017). Женщины - Герои Советского Союза и России. Moscow: Russian Knights Foundation and Museum of Technology Vadim Zadorozhny. ISBN:9785990960701. OCLC:1019634607.
- Rakobolskaya، Irina؛ Kravtsova، Natalya (2005). Нас называли ночными ведьмами: так воевал женский 46-й гвардейский полк ночных бомбардировщиков. Moscow: University of Moscow Press. ISBN:5211050088. OCLC:68044852.